# Колумбийский белохвостый олень
Колумбийский белохвостый олень (Odocoileus virginianus leucurus) — это один из 3 обитающих в Северной Америке подвидов белохвостого оленя. Он — представитель семейства оленевых, куда также входят северный и благородный олени, лось, а также 2 вида чернохвостых оленей (Odocoileus hemionus и Odocoileus columbianus).

## Среда обитания и характеристика вида
Слово «колумбийский» в названии этого оленя указывает на то, что он чаще всего встречается в бассейне реки Колумбия в штатах Орегон и Вашингтон. Колумбийский белохвостый олень обитает в нижнем течении этой реки, населяя речные острова в округах Орегона Клэтсоп и Колумбия, а также в округе Вакиакум штата Вашингтон. Также населяет речные долины в бассейне реки Умпкуа.
Обычно обитает в речных поймах или недалеко от них. Также встречается в тополёвых, ивовых, ольховых, еловых и кизиловых лесах, но обязательно с густым кустарником.
В отличие от самок других подвидов белохвостого оленя, способных к размножению уже с шестимесячного возраста, самки колумбийского белохвостого оленя начинают размножаться только в полтора года. Самка обычно рождает одного оленёнка. Самцы начинают спариваться также только в полтора года.

## Охранный статус вида
С 1967 штаты Орегон и Вашингтон признают колумбийского белохвостого оленя находящимся в опасности видом. Благодаря принятию закона США «О Находящихся в Опасности Видах» с 1978 этот вид оленя признан находящимся в опасности уже на федеральном уровне. Благодаря многолетним усилиям по охране колумбийского белохвостого оленя, 24 июля 2003 его популяция в округе Дуглас штата Орегон перестала считаться находящейся под угрозой. Главную роль в упоминавшихся мероприятиях по охране этого вида играли Орегонское отделение Службы Рыбных Ресурсов и Дикой Природы США, а также Бюро по Управлению Государственными Землями США. Численность популяции колумбийского белохвостого оленя возросла с 2500 в начале 1980-х до более чем 6000 особей в настоящее время. Следует заметить, что хотя указанная 1 местная популяция колумбийского белохвостого оленя и перестала считаться находящейся под угрозой, положение вида в целом продолжает оставаться опасным и регулироваться законом США «О Находящихся в Опасности Видах». В течение более чем 20 лет охота на колумбийского белохвостого оленя была полностью запрещена, однако с 2005 в районе реки Умпкуа на представителей этого вида охотиться можно, но только по специальной лицензии.
Среда обитания колумбийского белохвостого оленя охраняется в заповеднике имени Джулии Батлер Хэнсен, находящемся в округе Катламет штата Вашингтон. В настоящее время на территории этого заповедника обитает около 300 колумбийских белохвостых оленей.